# Мейнард (Арканзас)
Мейнард (англ. Maynard) — місто (англ. town) в США, в окрузі Рендолф штату Арканзас. Населення — 379 осіб (2020).

## Географія
Мейнард розташований за координатами 36°25′20″ пн. ш. 90°54′9″ зх. д. / 36.42222° пн. ш. 90.90250° зх. д. (36.422276, -90.902549).  За даними Бюро перепису населення США в 2010 році місто мало площу 2,89 км², уся площа — суходіл.

## Демографія
Згідно з переписом 2010 року, у місті мешкало 426 осіб у 187 домогосподарствах у складі 122 родин. Густота населення становила 147 осіб/км².  Було 209 помешкань (72/км²). 
Расовий склад населення:
| - 97,7 % — білих - 0,7 % — корінних американців |

До двох чи більше рас належало 1,4 %. Іспаномовні складали 0,7 % від усіх жителів.
За віковим діапазоном населення розподілялося таким чином: 21,1 % — особи молодші 18 років, 56,4 % — особи у віці 18—64 років, 22,5 % — особи у віці 65 років та старші. Медіана віку мешканця становила 44,6 року. На 100 осіб жіночої статі у місті припадало 91,9 чоловіків;  на 100 жінок у віці від 18 років та старших — 88,8 чоловіків також старших 18 років.
Середній дохід на одне домашнє господарство  становив 36 297 доларів США (медіана — 26 250), а середній дохід на одну сім'ю — 45 709 доларів (медіана — 39 063). За межею бідності перебувало 27,1 % осіб, у тому числі 29,2 % дітей у віці до 18 років та 15,9 % осіб у віці 65 років та старших.
Цивільне працевлаштоване населення становило 112 особи. Основні галузі зайнятості: освіта, охорона здоров'я та соціальна допомога — 33,0 %, будівництво — 16,1 %, транспорт — 12,5 %.